# Hochei pe gheață la Jocurile Olimpice de iarnă din 1980

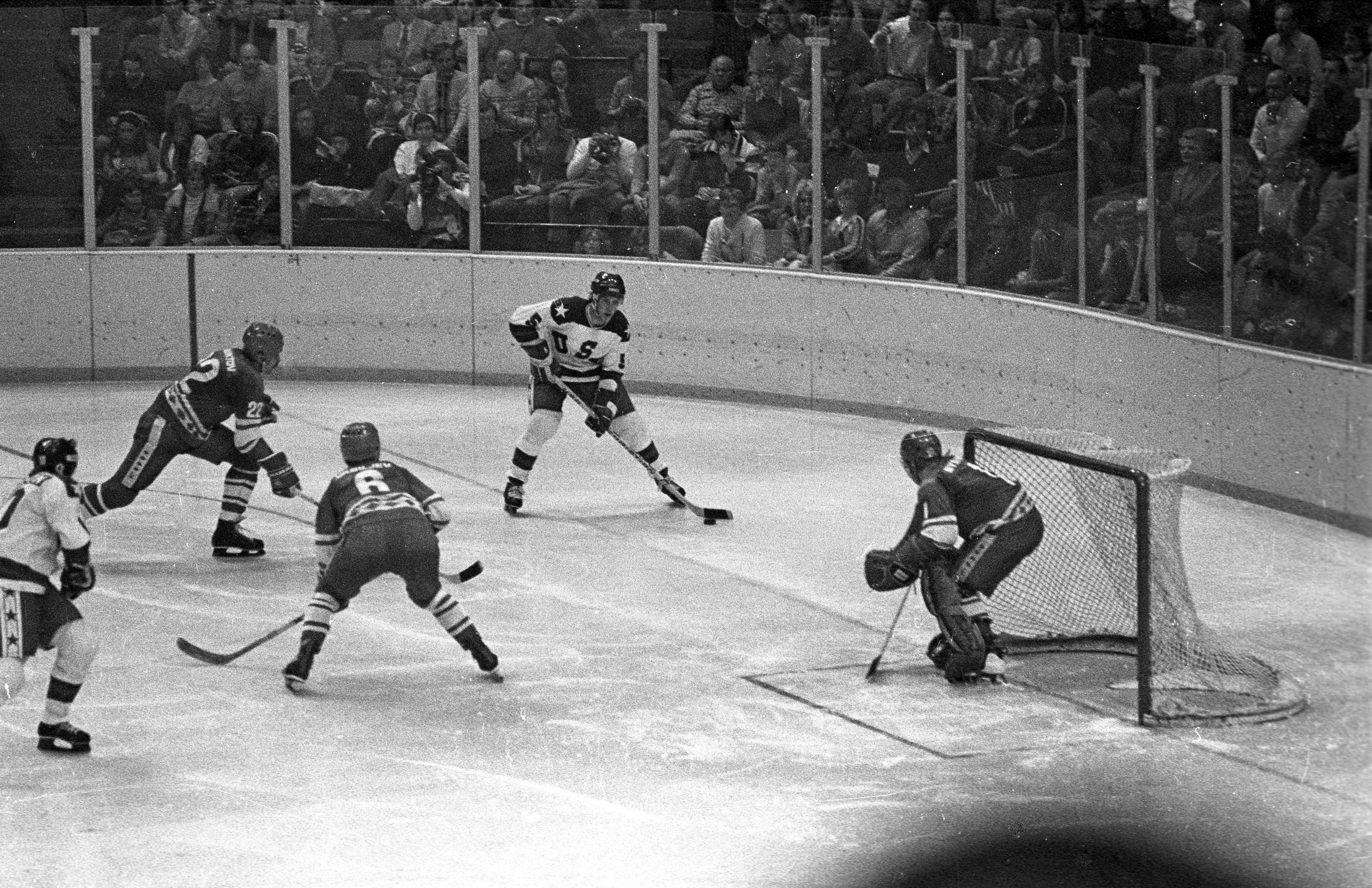
SUA-URSS

Competiția de hochei pe gheață la Jocurile Olimpice de iarnă din 1980 s-a desfășurat în perioada 12-24 februarie 1980 la Lake Placid, Statele Unite, în două locuri: la Olympic Field House International Ice Rink și la Olympic Arena. Echipa Statelor Unite a cucerit medalia de aur după ce a trecut de Uniunea Sovietică, scor 4-3, echipa cea mai bună în acel timp. Meciul a devenit cunoscut ca „miracolul pe gheață”.

## Sumar medalii

### Clasament pe țări
| Loc   | Țară                             | Aur | Argint | Bronz | Total |
| ----- | -------------------------------- | --- | ------ | ----- | ----- |
| 1     | Statele Unite ale Americii (USA) | 1   | 0      | 0     | 1     |
| 2     | Uniunea Sovietică (URS)          | 0   | 1      | 0     | 1     |
| 3     | Suedia (SWE)                     | 0   | 0      | 1     | 1     |
| Total | Total                            | 1   | 1      | 1     | 3     |

### Medaliați
| Turneu   | Aur | Argint | Bronz |
| Masculin | Statele Unite ale Americii (USA) · Bill Baker · Neal Broten · Dave Christian · Steve Christoff · Jim Craig · Mike Eruzione · John Harrington · Steve Janaszak · Mark Johnson · Rob McClanahan · Ken Morrow · Jack O'Callahan · Mark Pavelich · Mike Ramsey · Buzz Schneider · Dave Silk · Eric Strobel · Bob Suter · Phil Verchota · Mark Wells | Uniunea Sovietică (URS) · Helmuts Balderis · Zinetula Bilealetdinov · Veaceslav Fetisov · Aleksandr Golikov · Vladimir Golikov · Aleksei Kasatonov · Valeri Harlamov · Vladimir Krutov · Iuri Lebedev · Serghei Makarov · Aleksandr Malțev · Boris Mihailov · Vladimir Mîșkin · Vasili Pervuhin · Vladimir Petrov · Aleksandr Skvorțov · Serghei Starikov · Vladislav Tretiak · Valeri Vasiliev · Viktor Jluktov | Suedia (SWE) · Mats Åhlberg · Sture Andersson · Bo Berglund · Håkan Eriksson · Jan Eriksson · Thomas Eriksson · Leif Holmgren · Tomas Jonsson · Pelle Lindbergh · William Löfqvist · Harald Lückner · Bengt Lundholm · Per Lundqvist · Lars Molin · Mats Näslund · Lennart Norberg · Tommy Samuelsson · Dan Söderström · Mats Waltin · Ulf Weinstock |

## Turneul

### Faza grupelor

#### Grupa A
| 12 februarie 1980 | Canada   | – | Olanda   | 10–1 | (2–1,2–0,6–0) |
|                   | Finlanda | – | Polonia  | 4–5  | (0–1,3–4,1–0) |
|                   | URSS     | – | Japonia  | 16–0 | (8–0,5–0,3–0) |
| 14 februarie 1980 | URSS     | – | Olanda   | 17–4 | (8–1,7–1,2–2) |
|                   | Canada   | – | Polonia  | 5–1  | (1–0,2–1,2–0) |
|                   | Finlanda | – | Japonia  | 6–3  | (2–0,2–2,2–1) |
| 16 februarie 1980 | Olanda   | – | Japonia  | 3–3  | (1–3,1–0,1–0) |
|                   | URSS     | – | Polonia  | 8–1  | (5–1,1–0,2–0) |
|                   | Canada   | – | Finlanda | 3–4  | (1–2,0–1,2–1) |
| 18 februarie 1980 | Canada   | – | Japonia  | 6–0  | (2–0,2–0,2–0) |
|                   | Polonia  | – | Olanda   | 3–5  | (1–3,1–2,1–0) |
|                   | URSS     | – | Finlanda | 4–2  | (0–1,1–0,3–1) |
| 20 februarie 1980 | Polonia  | – | Japonia  | 5–1  | (3–0,1–0,1–1) |
|                   | Finlanda | – | Olanda   | 10–3 | (2–1,2–1,6–1) |
|                   | URSS     | – | Canada   | 6–4  | (1–1,1–2,4–1) |

| Loc | Echipa   | M | V | E | Î | GM | GP | DG  | Pct |
| --- | -------- | - | - | - | - | -- | -- | --- | --- |
| 1   | URSS     | 5 | 5 | 0 | 0 | 51 | 11 | +40 | 10  |
| 2   | Finlanda | 5 | 3 | 0 | 2 | 26 | 18 | +08 | 06  |
| 3   | Canada   | 5 | 3 | 0 | 2 | 28 | 12 | +16 | 06  |
| 4   | Polonia  | 5 | 2 | 0 | 3 | 15 | 23 | −08 | 04  |
| 5   | Olanda   | 5 | 1 | 1 | 3 | 16 | 43 | −27 | 03  |
| 6   | Japonia  | 5 | 0 | 1 | 4 | 07 | 36 | −29 | 01  |

#### Grupa B
| 12 februarie 1980 | Cehoslovacia | – | Norvegia     | 11–0 | (0–0,5–0,6–0) |
|                   | Germania     | – | România      | 4–6  | (1–1,3–2,0–3) |
|                   | SUA          | – | Suedia       | 2–2  | (0–1,1–0,1–1) |
| 14 februarie 1980 | Suedia       | – | România      | 8–0  | (3–0,4–0,1–0) |
|                   | Germania     | – | Norvegia     | 10–4 | (5–2,3–1,2–1) |
|                   | SUA          | – | Cehoslovacia | 7–3  | (2–2,2–0,3–1) |
| 16 februarie 1980 | SUA          | – | Norvegia     | 5–1  | (0–1,3–0,2–0) |
|                   | Cehoslovacia | – | România      | 7–2  | (2–0,3–1,2–1) |
|                   | Suedia       | – | Germania     | 5–2  | (1–0,4–1,0–1) |
| 18 februarie 1980 | Suedia       | – | Norvegia     | 7–1  | (2–0,4–0,1–1) |
|                   | Cehoslovacia | – | Germania     | 11–3 | (2–2,4–0,5–1) |
|                   | SUA          | – | România      | 7–2  | (2–0,2–1,3–1) |
| 20 februarie 1980 | România      | – | Norvegia     | 3–3  | (1–1,0–1,2–1) |
|                   | Suedia       | – | Cehoslovacia | 4–2  | (2–0,1–0,1–2) |
|                   | SUA          | – | Germania     | 4–2  | (0–2,2–0,2–0) |

| Loc | Echipa       | M | V | E | Î | GM | GP | DG  | Pct |
| --- | ------------ | - | - | - | - | -- | -- | --- | --- |
| 1   | Suedia       | 5 | 4 | 1 | 0 | 26 | 07 | +19 | 9   |
| 2   | SUA          | 5 | 4 | 1 | 0 | 25 | 10 | +15 | 9   |
| 3   | Cehoslovacia | 5 | 3 | 0 | 2 | 34 | 16 | +18 | 6   |
| 4   | România      | 5 | 1 | 1 | 3 | 13 | 29 | −16 | 3   |
| 5   | Germania     | 5 | 1 | 0 | 4 | 21 | 30 | −09 | 2   |
| 6   | Norvegia     | 5 | 0 | 1 | 4 | 09 | 36 | −27 | 1   |

### Meciul pentru locul 5
| 22 februarie 1980 | Cehoslovacia | – | Canada | 6–1 | (5–0,0–1,1–0) |

### Runda finală
| 22 februarie 1980 | Finlanda | – | Suedia   | 3–3 | (1–0,1–1,1–2) |
|                   | SUA      | – | URSS     | 4–3 | (2–2,0–1,2–0) |
| 24 februarie 1980 | SUA      | – | Finlanda | 4–2 | (0–1,1–1,3–0) |
|                   | URSS     | – | Suedia   | 9–2 | (4–0,5–0,0–2) |

| Loc | Echipa   | M | V | E | Î | GM | GP | DG | Pct |
| --- | -------- | - | - | - | - | -- | -- | -- | --- |
| 1   | SUA      | 3 | 2 | 1 | 0 | 10 | 07 | +3 | 5   |
| 2   | URSS     | 3 | 2 | 0 | 1 | 16 | 07 | +9 | 4   |
| 3   | Suedia   | 3 | 0 | 2 | 1 | 07 | 14 | −7 | 2   |
| 4   | Finlanda | 3 | 0 | 1 | 2 | 07 | 11 | −4 | 1   |

### Clasament general
| 1  | SUA          |
| 2  | URSS         |
| 3  | Suedia       |
| 4  | Finlanda     |
| 5  | Cehoslovacia |
| 6  | Canada       |
| 7  | Polonia      |
| 7  | România      |
| 9  | Olanda       |
| 9  | Germania     |
| 11 | Norvegia     |
| 11 | Japonia      |

Nu a existat niciun regulament pentru locurile 7-12. Comitetul Olimpic Internațional susține că România și Polonia au fost la egalitate pe locul șapte. Federația Internațională de Hochei pe Gheață clasează echipa României pe locul opt.